# Gyigang (häradshuvudort i Kina, Tibet Autonomous Region, lat 28,67, long 97,52)
Gyigang (kinesiska: Jigong, 吉公, Chayu Xian, 察隅县) är en häradshuvudort i Kina. Den ligger i den autonoma regionen Tibet, i den sydvästra delen av landet, omkring 630 kilometer öster om regionhuvudstaden Lhasa. Antalet invånare är 27 255. Befolkningen består av 13 553 kvinnor och 13 702 män. Barn under 15 år utgör 24,0 %, vuxna 15-64 år 70 %, och äldre över 65 år 5,0 %.
Trakten runt Gyigang är nära nog obefolkad, med mindre än två invånare per kvadratkilometer. Gyigang är det största samhället i trakten. I omgivningarna runt Gyigang växer i huvudsak blandskog.
Genomsnittlig årsnederbörd är 1 132 millimeter. Den regnigaste månaden är juli, med i genomsnitt 200 mm nederbörd, och den torraste är december, med 4 mm nederbörd.